# Żupan

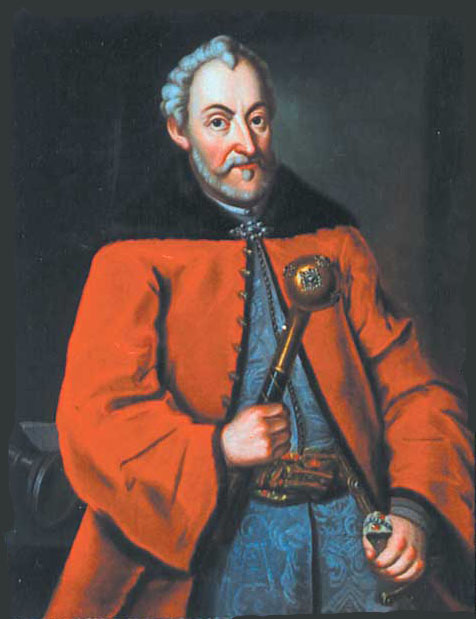
Jan Zamoyski em delia carmesim e żupan de seda azul, presa com pas kontuszowy. Na mão direita segura uma buława.

Żupan era uma longa, geralmente colorida peça do vestuário masculino usado pela szlachta (classe de nobres da Polônia) no Reino da Polônia e posteriormente na República das Duas Nações.
O nome tem origem da palavra italiana giuppa (roupão, vestido) que por sua vez se originou do árabe. De acordo com Irena Turnau, a primeira menção de żupan foi em 1393 mas foi adotada pela nobreza da Polônia como seu artigo de vestuário básico apenas no meio do século XVI. Era semelhante a um longo roupão, sempre aberto na frente, com mangas compridas e uma carreira de botões (mais tarde era muito comum serem usados botões decorativos chamados guzy) e desde a década de 1570 também um colarinho. Seu modelo não mudava muito, apenas variava o comprimento, o corte do colarinho e o tipo de tecido usado. Ainda na década de 1660 os colarinhos eram altos, depois eles foram gradativamente se tornando mais baixos, com abertura e cantos arredondados. Ainda no começo o żupan era usado como uma peça externa do vestuário feita de tecido resistente ou lã, forrada com pele de animal e usada com um cinto no qual se pendurava uma espada. Apenas aos poucos é que ela foi se tornando uma roupa mais leve para ser usada sob a bekiesza, delia, kontusz, ferezja, szuba e burka, enquanto que o cinto se tornou um acessório colorido.
O żupan serviu naturalmente como o artigo de vestuário usado imediatamente em baixo da armadura, de modo que ele podia ser chamado de um casaco de armamento, especialmente em sua versão militar/cavalaria acolchoada e mais curta, o Żupanik. Depois da década de 1680, era tipicamente usado em baixo de um kontusz e em tal união esses dois artigos de vestuário se tornaram o traje nacional da Polônia até o meio do século XIX.
Os żupans eram confeccionados com vários tipos de tecidos conforme a disponibilidade financeira dos elementos da szlachta ou das classes mais baixas. Os magnatas geralmente usavam żupans que traziam botões dourados ou adornados com jóias e feitos com o mais caro tecido existente naquela época tal como o extremamente caro tecido persa conhecido como carmesim, que levou as pessoas que a usavam a serem chamadas de karmazyni ou "homens de carmesim", além de vários outros tecidos não menos caros à base de seda como cetins, brocados e adamascados. Os mais ricos da szlachta competiam com os magnatas com versões mais baratas de tecidos de seda e linho enquanto que a camada mais baixa da szlachta costumavam usar żupans mais baratos feitos de linho branco (no verão) ou de lã em cores escuras (no inverno), por isso eles eram conhecidos por, szaraczkowie ou "homens de cinza".
Outras classes sociais tentaram competir com a szlachta. Os moradores das cidades usavam żupans amarelos feitos de cânhamo, que resultou em serem apelidados de 'łyczki'. Os judeus poloneses usavam żupans negros e os camponeses assim como a nobreza mais pobre usavam simples żupans acinzentados de lã ou de tecido comum.
No século XVIII na Polônia, o żupan tornou-se mais leve, com mangas compridas e justas, sendo a parte das costas, que ficava escondida, confeccionada de algum tecido mais barato como o linho ou o algodão. Chegou então a sua versão final (que foi usada com o kontusz e um cinto largo, colorido, feito de tecido) e sobreviveu até o século XIX como parte do "traje típico nacional" e vestuário essencial masculino inclusive dos camponeses.